# Hôtel de Lestang
Pour l’article homonyme, voir Hôtel de Lestang-Parade (Arles).
L'hôtel de Lestang est un hôtel particulier, situé au no 20 rue Saint-Jacques et au no 3 rue Montoulieu-Saint-Jacques, dans le centre historique de Toulouse. Il est construit après 1593 pour l'évêque de Lodève, Christophe de Guilhon de Lestang, prélat languedocien et figure politique des guerres de Religion dans le Midi.
L'hôtel occupe un vaste quadrilatère, limité au nord par la rue Saint-Jacques, à l'est par la place Saint-Jacques, au sud par la rue Montoulieu-Saint-Jacques et à l'ouest par l'impasse Saint-Jacques. Il est remarquable pour son architecture de la Renaissance tardive, représentative des hôtels particuliers toulousains de la fin du XVIe siècle et du début XVIIe siècle. La façade sur la place Saint-Jacques peut être rapprochée des constructions contemporaines de l'hôtel de Clary et de l'hôtel de Chalvet. Il présente également sur la rue Saint-Jacques un imposant portail, pastiche de l'architecture classique du XVIIe siècle. L'hôtel est inscrit partiellement aux monuments historiques en 1947.
Le bâtiment est utilisé à partir du milieu du XIXe siècle par le rectorat de Toulouse. En décembre 2021, la neuvième cour administrative d'appel, créée à Toulouse, est inaugurée. 

## Histoire

### Période moderne
Au XVIe siècle, le terrain est occupé par neuf immeubles qui appartiennent à plusieurs propriétaires. Peu après 1571, deux de ces immeubles passent à Urbain de Saint-Gelais, évêque de Comminges, ligueur acharné, nommé gouverneur de Toulouse par le parlement. En 1572, il entre en conflit avec le maréchal de Joyeuse : il fait sonner le tocsin, un dimanche, à l'église de la Dalbade, rassemble 3 000 hommes en armes pour chasser le maréchal de Joyeuse qui se tient à l'archevêché.
En  1590, Christophe de Lestang (1560-1621) fait l'acquisition d'une première maison. En quelques années, il réunit neuf parcelles pour une superficie totale de 3 000 m² et il fait commencer les travaux de son hôtel particulier en 1593. Christophe de Guilhon de Lestang est issu d'une importante famille de la noblesse de robe limousine. Son père, Étienne de Guilhon (1507-1581), a été avocat au parlement de Bordeaux, lieutenant général de la sénéchaussée de Bordeaux et enfin président au présidial de Brive. Son grand-oncle maternel, Jean de Selve (1475-1529), a été premier président au parlement de Paris. Son frère, Antoine de Lestang (1541-1617), consul de Brive, est président du parlement ligueur de Toulouse en 1592. Christophe se consacre quant à lui à la carrière religieuse : il a été nommé évêque de Lodève en 1580, à l'âge de 21 ans. Également proche de la Ligue, il rencontre en 1591 le roi d'Espagne Philippe II pour le remercier des troupes qu'il a envoyé en Languedoc. En 1594, il est nommé évêque d'Alet, puis évêque de Carcassonne en 1604, abbé d'Uzerche, de la Grasse et de Montoulieu, et conseiller d'État. Il meurt à Carcassonne en 1621.
L'hôtel passe alors à son neveu, Christophe Meynard de Lestang, fils de sa sœur, Jeanne de Guilhon de Lestang, et de François de Meynard. Il le lègue en 1669 à son fils Jacques, conseiller au parlement de 1670 à 1680. À sa mort, c'est son fils Daniel Meynard de Lestang qui en hérite. L'hôtel reste ainsi dans la famille Meynard de Lestang jusqu'à la Révolution française.

### Époque contemporaine
En 1857, la mairie de Toulouse achète le vieil hôtel de Lestang afin d'y installer les services du rectorat de l'académie de Toulouse et le logement du recteur. Deux ans plus tard, un portail monumental est percé sur la rue Saint-Jacques afin de servir d'entrée au rectorat. L'immeuble est par la suite restauré plusieurs fois, particulièrement en 1899 et en 1909. Les travaux les plus importants commencent en 1961, lorsque le recteur Paul Dottin décide d'agrandir les locaux du rectorat : un nouveau bâtiment est construit à l'emplacement des anciens communs. Le rectorat quitte les lieux en 2015.
En 2021, des locaux à proximité de l’hôtel hébergeront la nouvelle Cour administrative d'appel de Toulouse. Elle jugera les recours déposés en appel contre les décisions des tribunaux administratifs de Montpellier, Nîmes et Toulouse. 

## Description

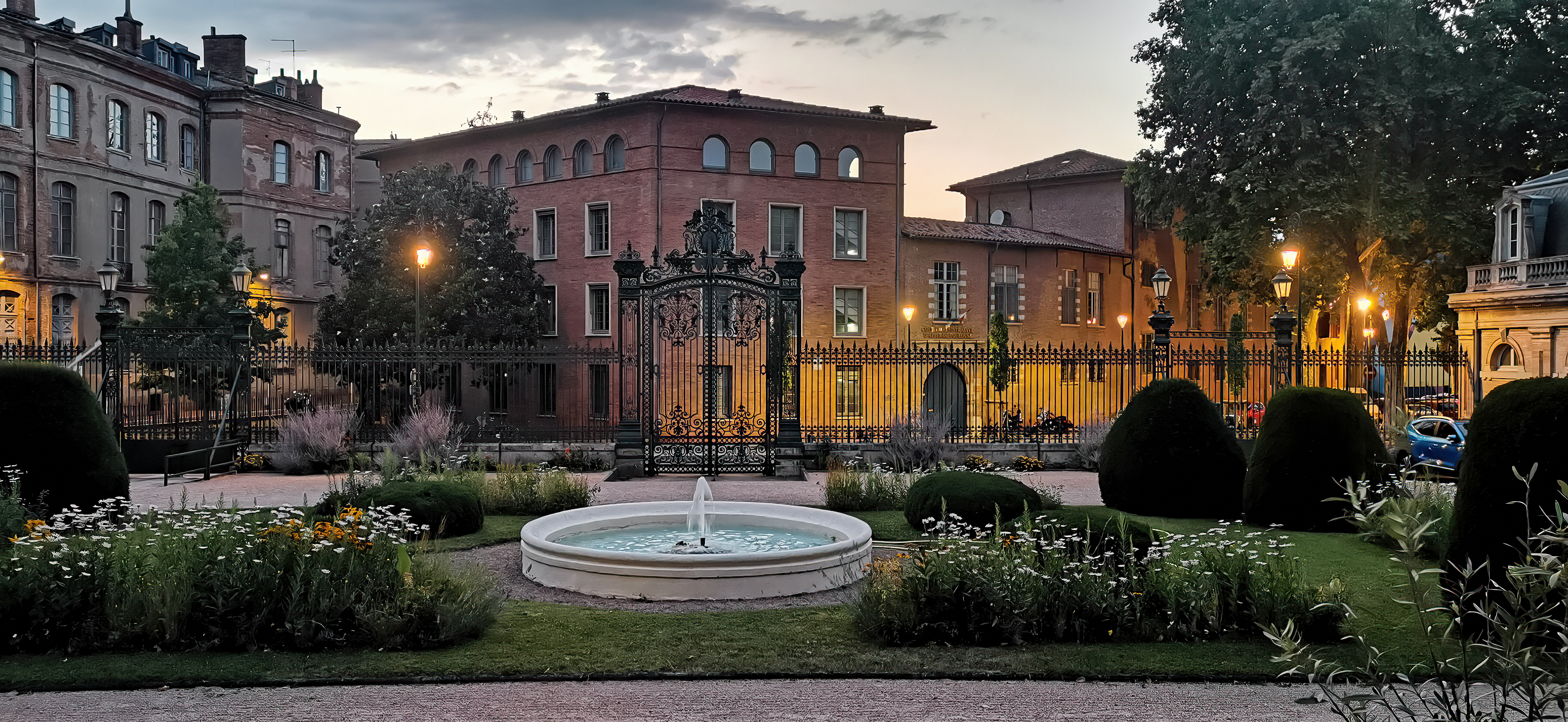
L'Hôtel de Lestang vu du perron du Palais Niel
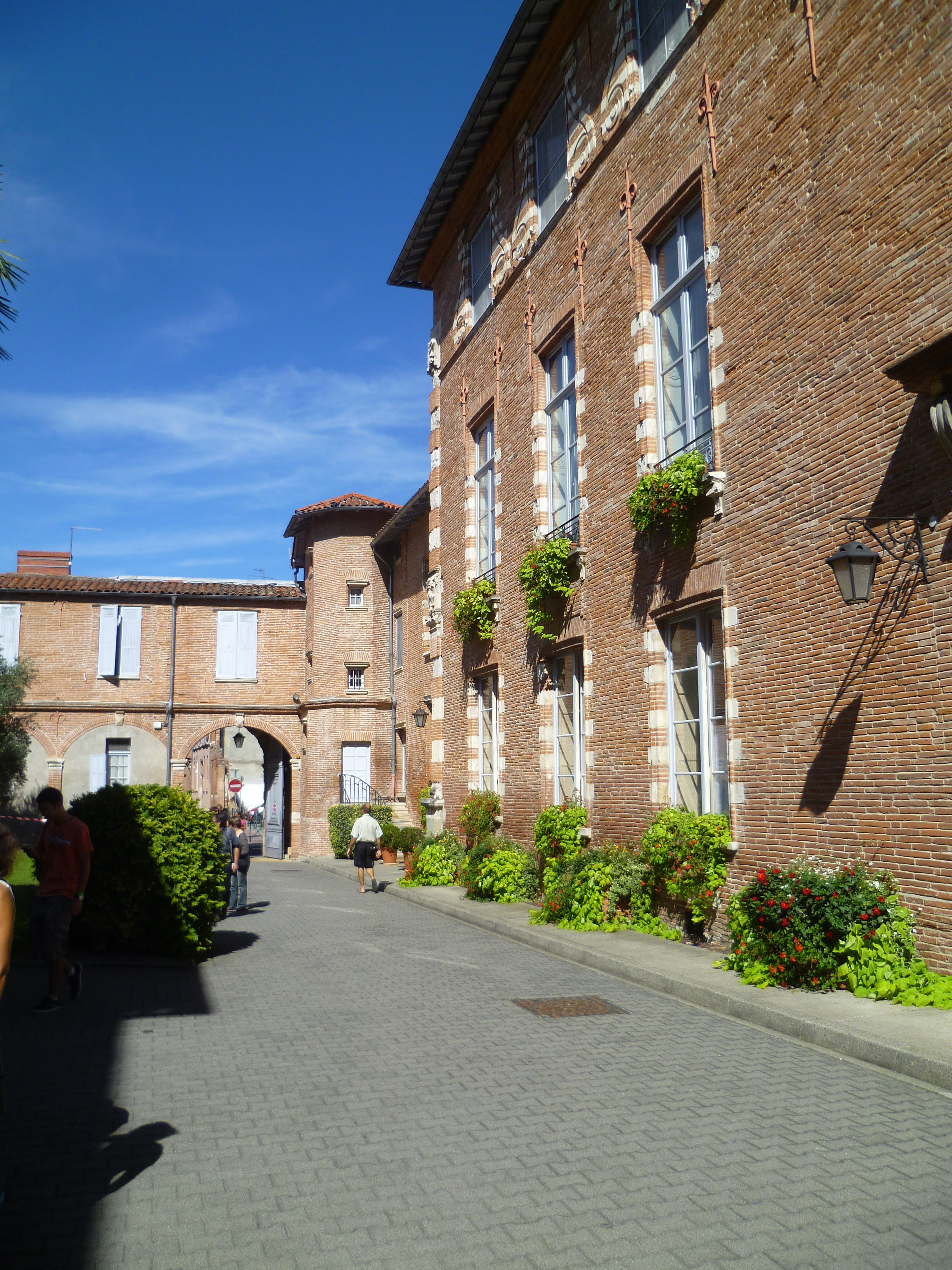
La cour intérieure.
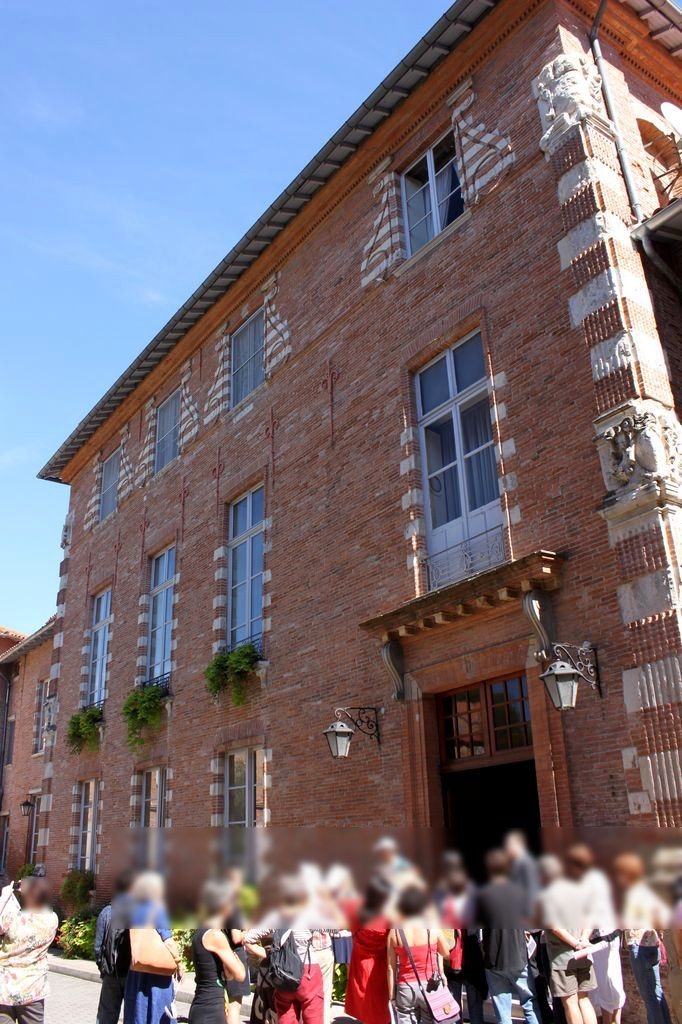
Hôtel de Lestang.
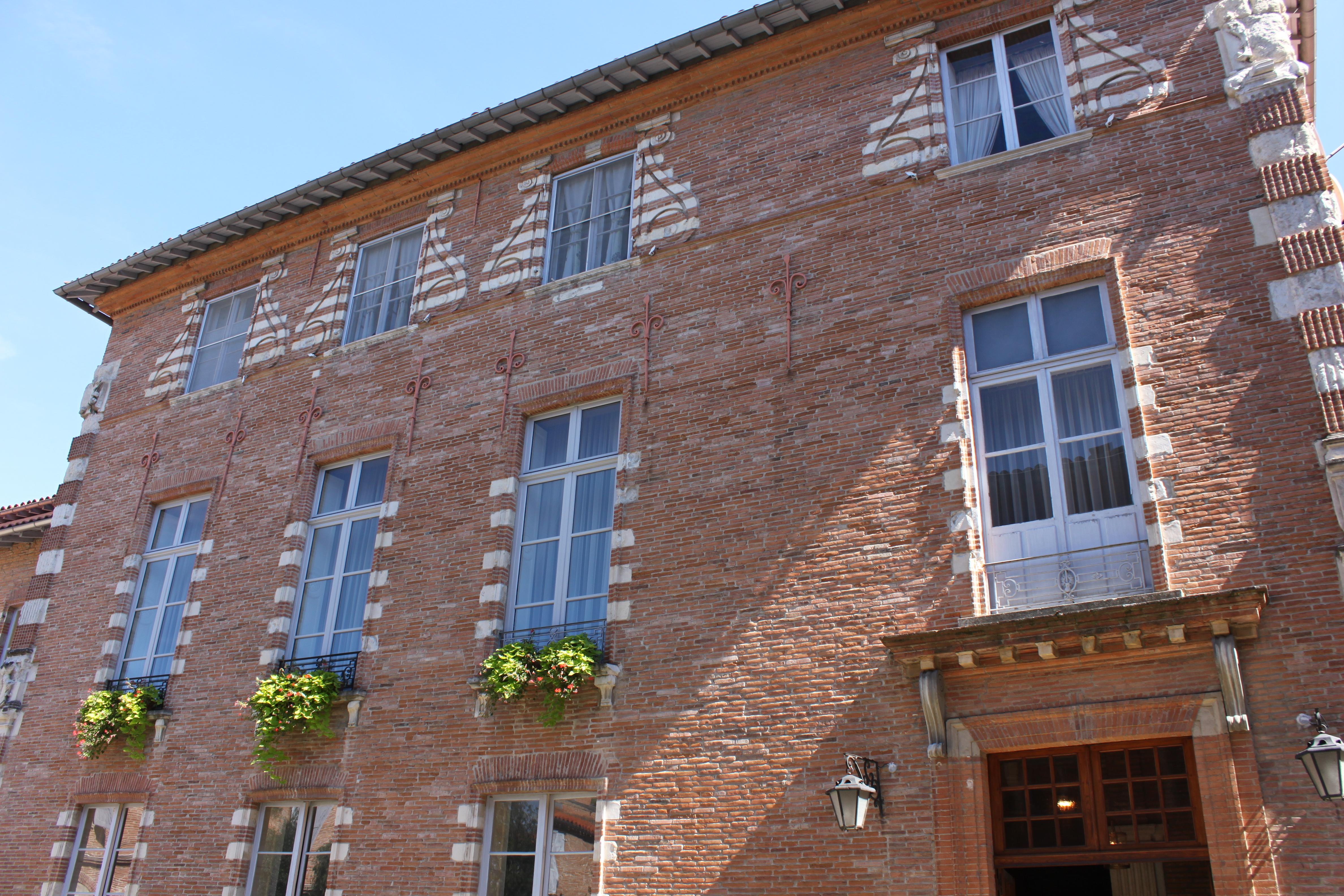
Hôtel de Lestang, façade sur jardin.
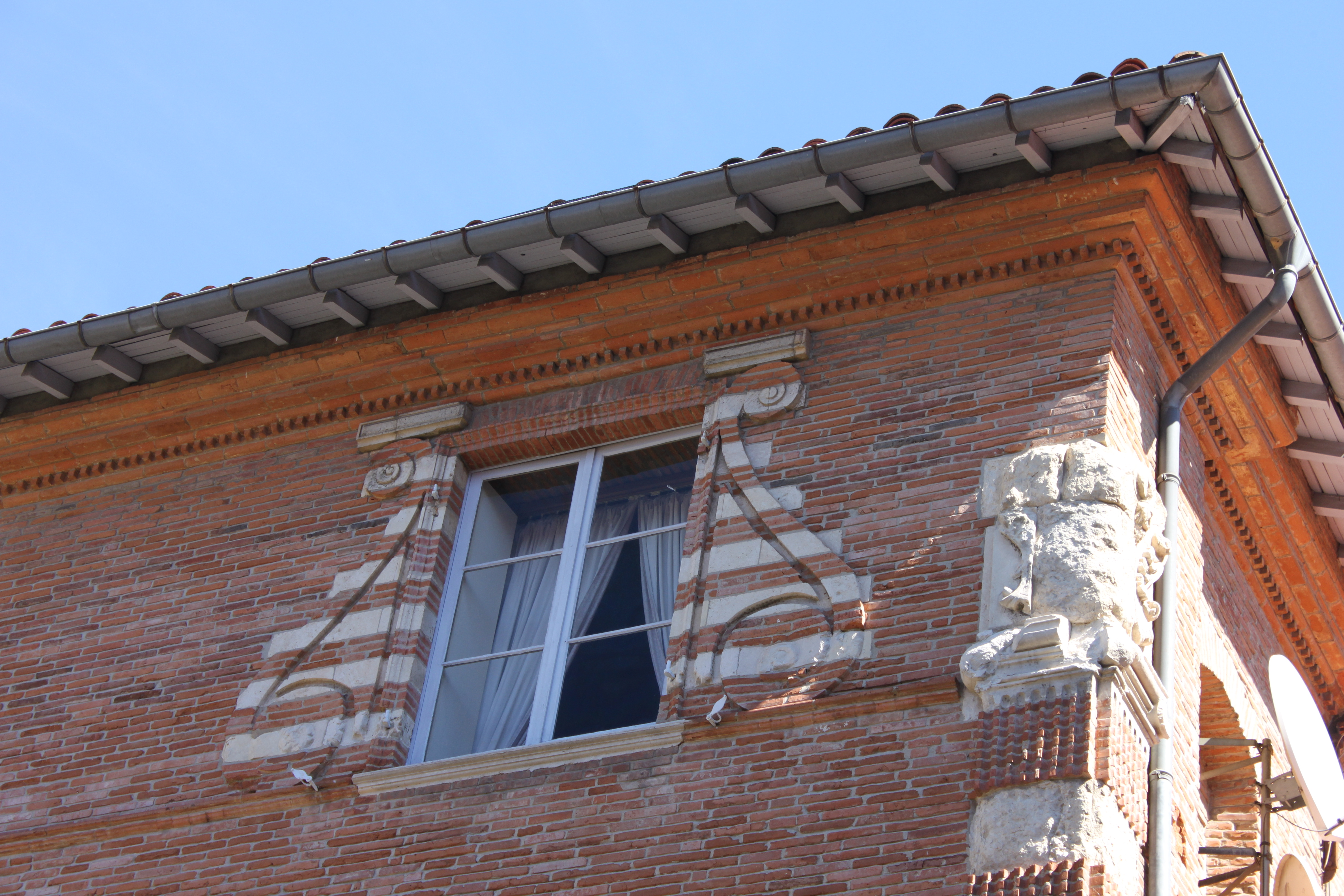
Fenêtre de l'hôtel de Lestang.
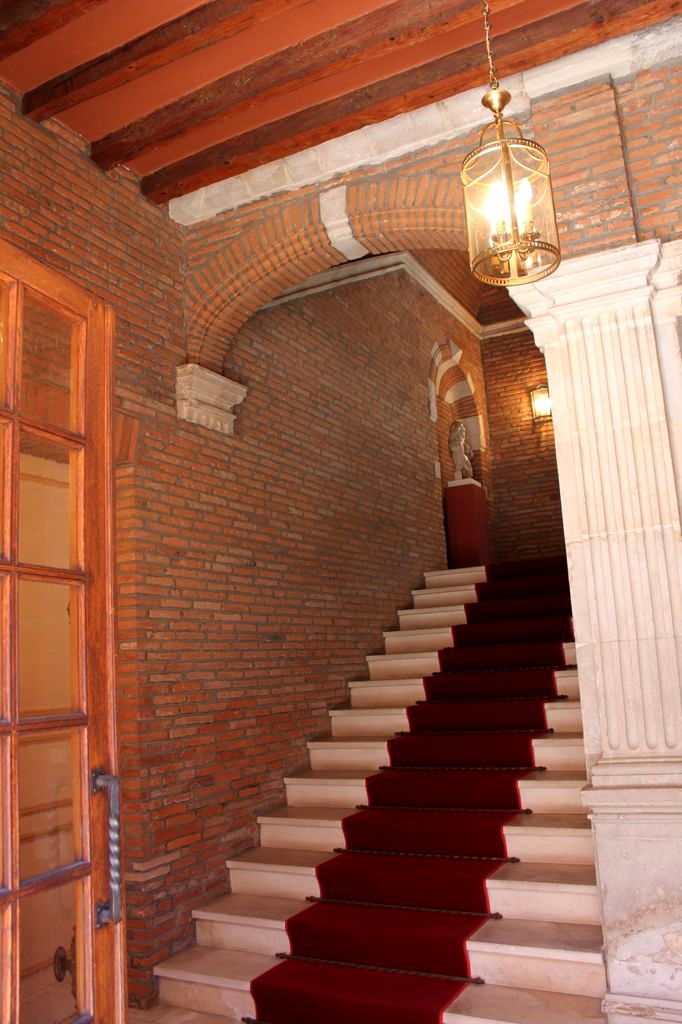
Escalier de l'hôtel de Lestang.
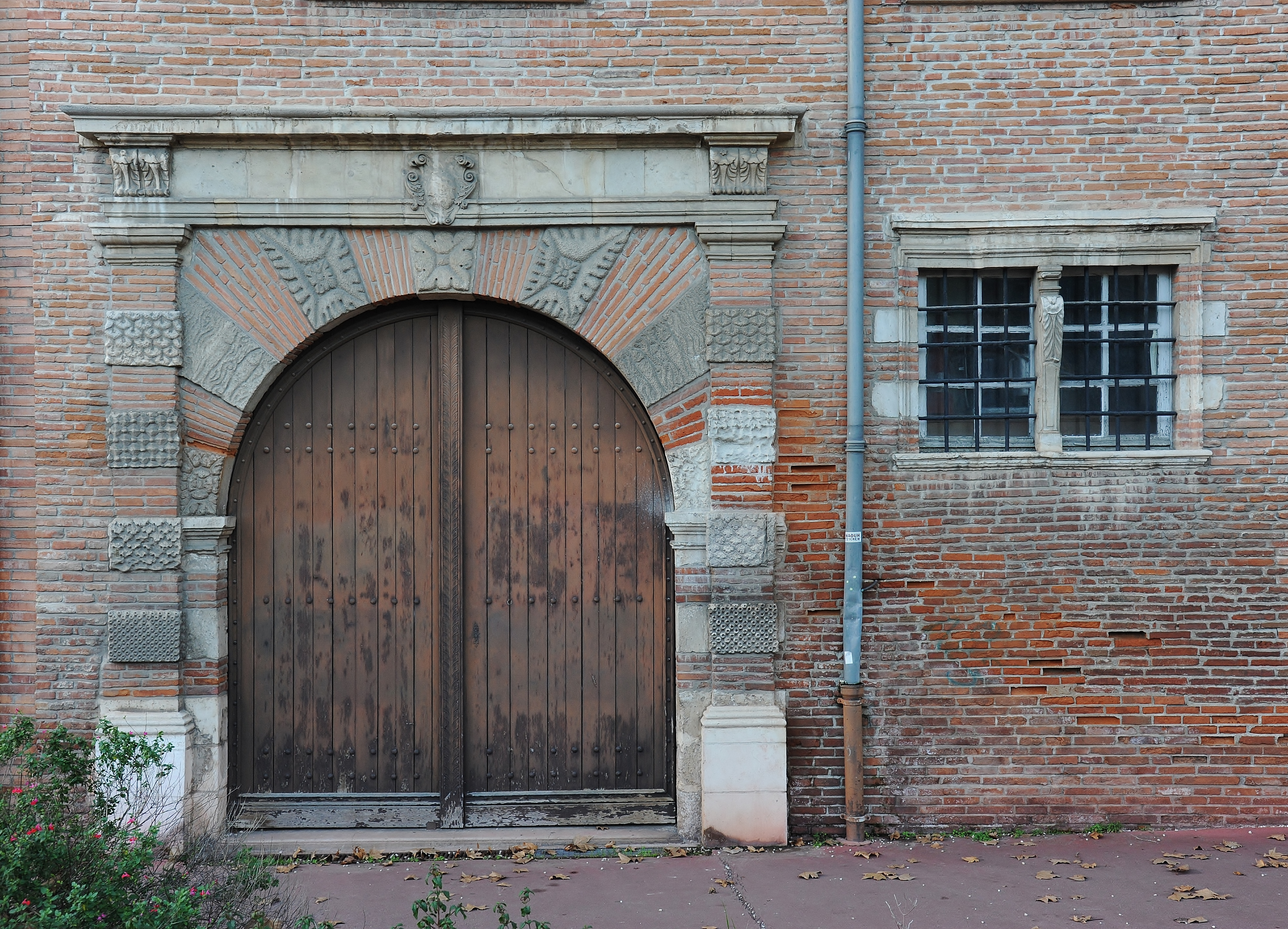
Le portail de la place Saint-Jacques.
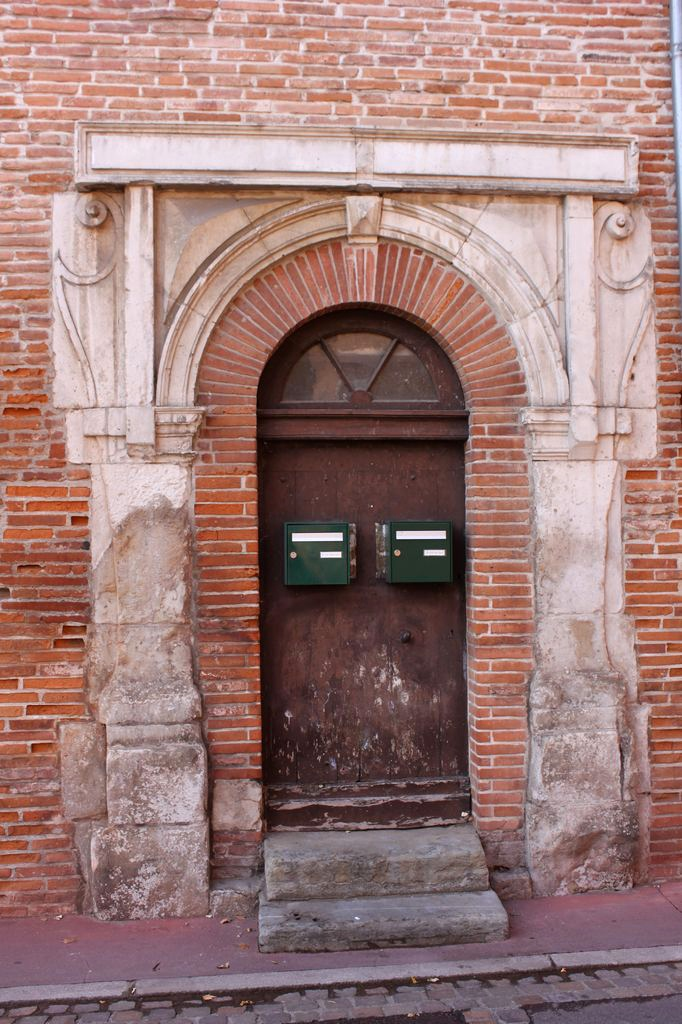
Une porte.

## Protection
La façade de l'hôtel sur la place Saint-Jacques et la porte sur la rue Saint-Jacques sont inscrits à l'inventaire supplémentaire des monuments historiques par arrêté du 28 avril 1947.